# Antonio Flores
Antonio González Flores (Madrid, 14 novembre 1961 – Madrid, 30 maggio 1995) è stato un cantautore e attore spagnolo.

## Biografia
Antonio era un figlio d'arte, essendo suo padre il chitarrista Antonio González Batista, e sua madre la famosa cantante Lola Flores. Antonio Flores era inoltre il fratello di Lolita Flores e di Rosario Flores, e padre di Alba Flores, quest'ultima attrice della serie La casa di carta, dove interpreta la criminale Nairobi.
Il suo primo album fu Antonio, che include la canzone No dudaría, reinterpretata poi nel 2008 dalla sorella Rosario.
Morì di overdose 15 giorni dopo la madre, e ora riposano vicini nel cimitero di Almudena (Madrid).

## Discografia

### In vita
- Antonio (1980)
  1. Pongamos que hablo de Madrid
  2. Pude ser yo
  3. Fe ciega, faca afilada
  4. Tony
  5. No llores mujer
  6. El fantasma de canterville
  7. No dudaría
  8. Tan sólo Rock and Roll
  9. Lunes otra vez
  10. En la cuesta de Aranjuez
  11. Cáliz
  12. María Mola
  13. Rosas de fresca
  14. Norte de recuerdos
  15. Quisiera escribir un verso
  16. No puedo enamorarme de ti
  17. Libre
  18. Al caer el sol
- Al caer el sol (1984)
- Gran Vía (1988)
  1. Gran vía
  2. Yo quiero atrasar el reloj
  3. Saber que me necesitas
  4. Gata encerrada
  5. Canción de amor
  6. El lago
  7. La última vez
  8. Luces de alcohol
  9. Algo en especial
- Cosas mías (1994)
  1. Isla de Palma
  2. Juan el Golosinas
  3. Cuerpo de Mujer
  4. Arriba los Corazones
  5. Una Espina
  6. Alba
  7. Siete Vidas
  8. Anti Tu
  9. Mi Habitación
  10. El Indio

### Antologie/dischi omaggio
- Lo mejor de Antonio (1994)
- Una historia de amor interrumpida (1995)
- Antología (1996)
- Arriba los corazones (1999)
- Para Antonio Flores. Cosas tuyas (2002)
- 10 años: La leyenda de un artista (2005)

## Filmografia
- El taxi de los conflictos (1969) - Di José Luis Sáenz de Heredia
- Colegas (1980) - Di Eloy de la Iglesia
- El balcón abierto (1984) - Di Jaime Camino
- Calé (1987) - Di Carlos Serrano
- Sangre y arena (1989) - Di Javier Elorrieta
- La mujer y el pelele (1990) - Di Mario Camus
- Chechu y familia (1992) - Di Álvaro Sáenz de Heredia
- Cautivos de la sombra (1993) - Di Javier Elorrieta
- Fiesta (1995) - Di Pierre Boutron (ultima pellicola dove compare Antonio Flores)